# 新潟東道路
新潟東道路（にいがたひがしどうろ）は、新潟県新潟市市内を結ぶ地域高規格道路の候補路線である。

## 概要
区間
新潟空港IC(日本海東北自動車道)～一日市IC(新新バイパス(新潟東西道路))～新潟市北区太夫浜･島見町付近～豊栄IC(新新バイパス(新潟東西道路))～豊栄新潟東港IC(日本海東北自動車道)

## 歴史
- 1998年（平成10年）6月16日：候補路線に指定[3]